# Ermita (Manila)
Ermita, también conocido como La Hermita,   es uno de los dieciséis distritos de la ciudad de Manila en la República de Filipinas.

## Geografía
Ubicado en la margen izquierda (sureña) del río Pasig, linda al norte con Binondo, Quiapo y San Miguel; al sur con Malate; al este con Paco; y  al oeste con la Bahía de Manila.
Ermita es el centro comercial, financiero y cultural de Manila. Muchos de los hoteles, casinos y oficinas se encuentran en este distrito. Ermita es también el hogar de lugares de interés turístico, oficinas gubernamentales, lugares de interés turístico, museos y universidades. Es el centro cívico de Manila y en la región metropolitana de Manila, que aloja la sede del gobierno de la ciudad y una gran parte del empleo de la zona, los negocios y actividades de ocio.

### Barangayes
Ermita se divide administrativamente en 13 barangayes o barrios, todos de carácter urbano.
Zone 71: 659, 659-A, 660, 660-A, 661, 663, 663-A, 664
Zone 72: 666, 667, 668, 669, 670

## Historia

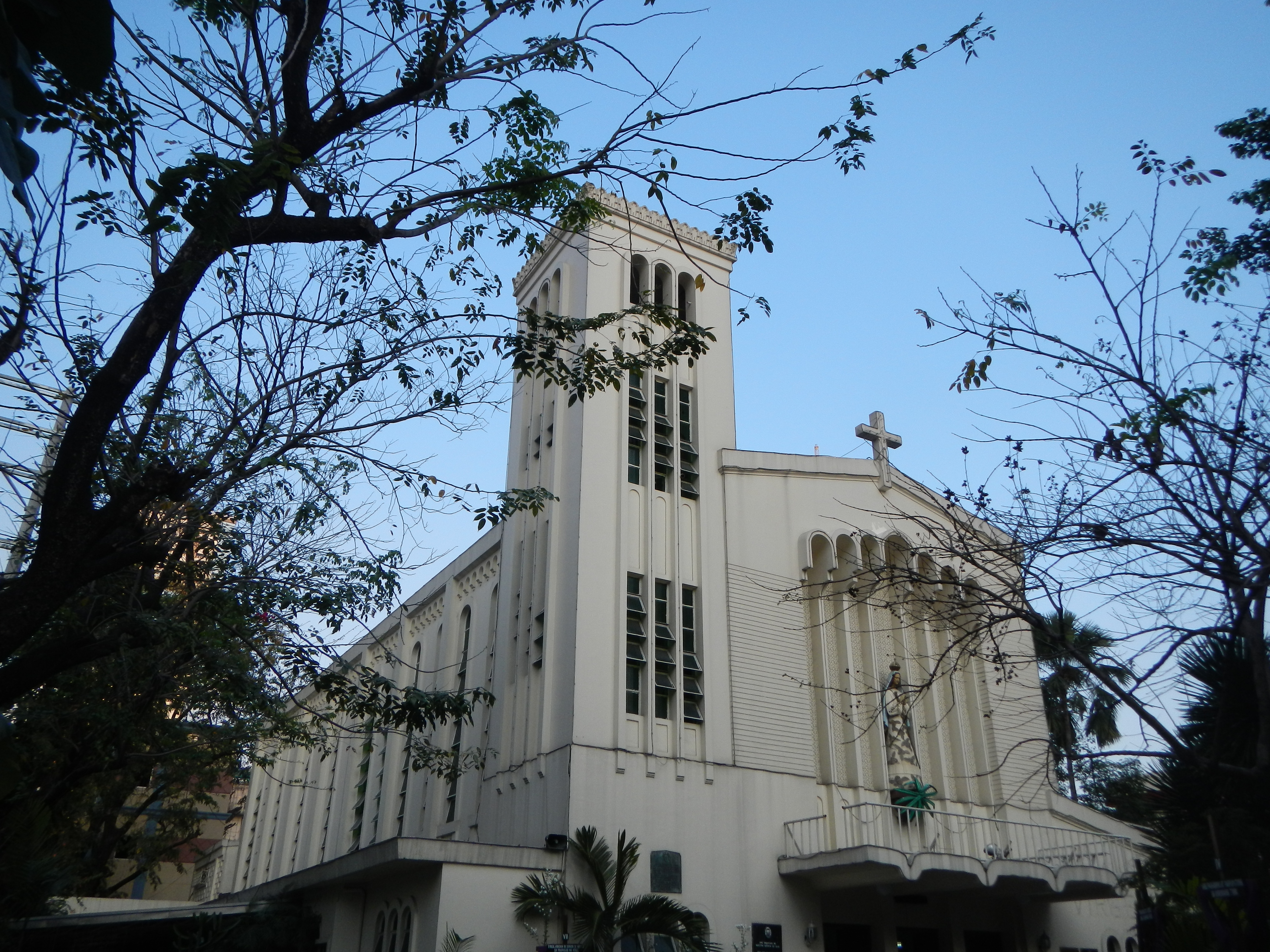
Nuestra Señora de Guía.

Ermita fue fundada en el siglo XVI. Su nombre fue tomado de La Hermita ya que , en este sitio se construyó una  ermita con la imagen de Nuestra Señora de la Guía, la más antigua imagen mariana en Filipinas. La ermita convertida posteriormente en iglesia parroquial católica ha sido reconstruida en varias ocasiones desde principios del siglo XVII. Hoy es el Santuario Arquidiocesano de Nuestra Señora de Guía.
La imagen de la Virgen fue encontrada el 19 de mayo de 1571 y en 1578, el rey Felipe II de España, en un real decreto, declaró a Nuestra Señora de la Guía como la patrona jurada de la ciudad de Manila.
A principios del siglo XIX formaba parte del Corregimiento de Tondo  en cuyo territorio se hallaba la plaza y ciudad de Manila.

Durante la ocupación norteamericana Ermita pasó convertirse en el distrito universitario, que contiene los campus y los alojamientos de la Universidad de Filipinas, el Ateneo de Manila, Universidad Adamson, el Colegio de la Asunción y el Colegio San Pablo. En la parte residencial de la Ermita se alojaron los residentes estadounidenses, con establecimientos del Ejército y de la Marina.
En el mes de febrero de 1945 durante la Batalla de Manila, Ermita fue el escenario de una de las mayores  masacres que ocurrieron durante la Segunda Guerra Mundial. La esposa y los cuatro hijos del futuro Presidente Elpidio Quirino fueron asesinados en Ermita, al igual que el presidente de la Corte Suprema de Justicia Anacleto Díaz. Entre el 68% y el 85% del caserío de Ermita fue destruida causando más de 100.000 víctimas civiles.

## Idioma
El Idioma ermitaño (también llamado Ermiteño o Chabacano de Ermita) es una variación lingüística del idioma criollo español de Chabacano hablada por un específico grupo de individuos en esta localidad.
A finales de la década de los 80's y principios de los 90's, había solamente dos hablantes nativos de ermiteño que se encontraban en Manila: Una abuela y su nieto adolescente. En un reporte de Linguistics students hecho por la Universidad de Filipinas se ha tenido la oportunidad de entrevistar a estas dos personas y tomar notas de este idioma presuntamente extinto. A pesar de su clasificación como un idioma extinto, es probable que existan unos pocos hablantes nativos que se encuentran principalmente en Manila.

## Edificios administrativos
- Corte Suprema de Filipinas, situada en la avenida de Taft.
- Ayuntamiento de Manila.
- Palacio de Comunicaciones de Manila.
- Sandiganbayan, Corte Filipina de Apelaciones (The Philippine Court of Appeals).